# 布拉霍達特內 (別里斯拉夫區)
47°28′26″N 33°19′12″E / 47.47389°N 33.32000°E
布拉霍達特内（烏克蘭語：Благодатне）是位於烏克蘭南部的村莊，由赫爾松州別里斯拉夫區的維索科皮利亞市鎮負責管轄。該村面積5.62平方公里，海拔高度29米，2001年人口55，人口密度每平方公里9.79人。